# Świątynia Nieba
Świątynia Nieba, także Ołtarz Nieba, Tian Tan (trad. chin. 天壇, chin. upr. 天坛, pinyin Tiāntán) – kompleks sakralnych budowli taoistycznych w południowo-wschodniej części centralnego Pekinu, w Chinach. Kompleks był odwiedzany przez cesarzy Chin z dynastii Ming i Qing w czasie corocznych ceremonii, w czasie których modlono się do Nieba o obfite plony rolne. Uważana jest za świątynię taoistyczną, ale chińska wiara w Niebo, popularna szczególnie wśród panujących dynastii, występowała przed powstaniem taoizmu. Cały kompleks został wpisany w 1998 roku na listę światowego dziedzictwa UNESCO.

## Historia
Kompleks świątynny, początkowo nazywany Świątynią Nieba i Ziemi, został wzniesiony między 1406 a 1420 rokiem, w czasie panowania cesarza Yongle. Ten sam monarcha wzniósł także pekińskie Zakazane Miasto. Za panowania cesarza Jiajing (1521–1566) kompleks powiększono i zmieniono jego nazwę na obecnie używaną – Świątynia Nieba. Cesarz Jiajing wzniósł również trzy inne ważne świątynie w Pekinie – Świątynię Słońca (日坛) na wschodzie, Świątynię Księżyca (月坛) na zachodzie oraz Świątynię Ziemi (地坛) na północy. W XVIII wieku, za panowania cesarza Qianlonga, w Świątyni Nieba przeprowadzono prace renowacyjne.
W 1912 roku, podczas pierwszych obchodów Dnia Republiki, świątynia, do tej pory dostępna tylko dla cesarza i jego dworu, została po raz pierwszy otwarta dla zwykłych mieszkańców Pekinu.
W 1914 roku prezydent Republiki Chińskiej Yuan Shikai odprawił w świątyni ceremonię religijną, próbując uzyskać dla siebie tytuł cesarski.
Według informacji podanych przez agencję Xinhua, Świątynia Nieba została poddana renowacji o całkowitym koszcie 47 milionów juanów (5,9 miliona USD) w ramach przygotowań miasta do organizacji Letnich Igrzysk Olimpijskich w 2008 roku. Prace restauracyjne zakończyły się 1 maja 2006 roku.

## Kompleks świątynny

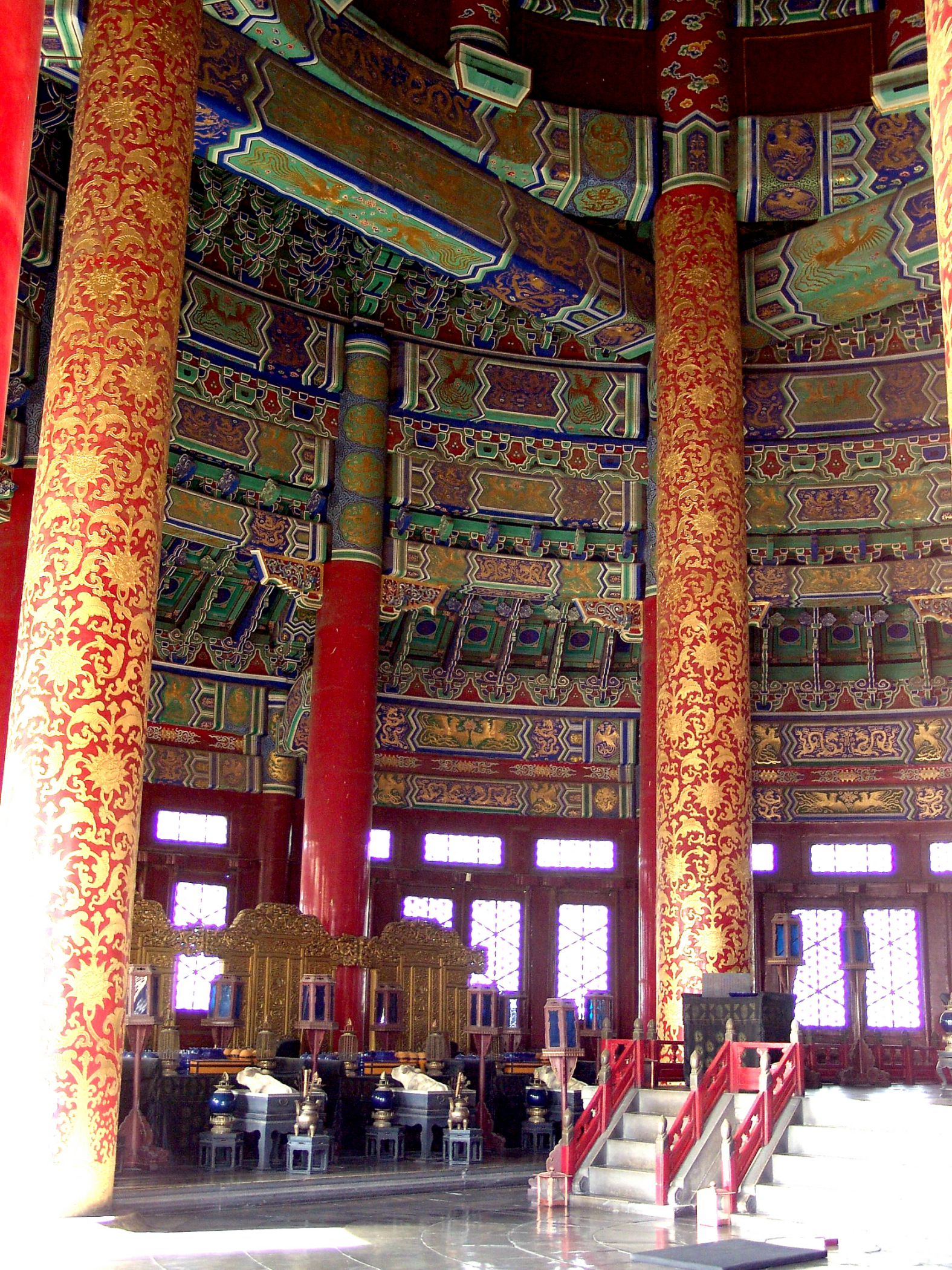
Wnętrze Pawilonu modlitwy o Urodzaj

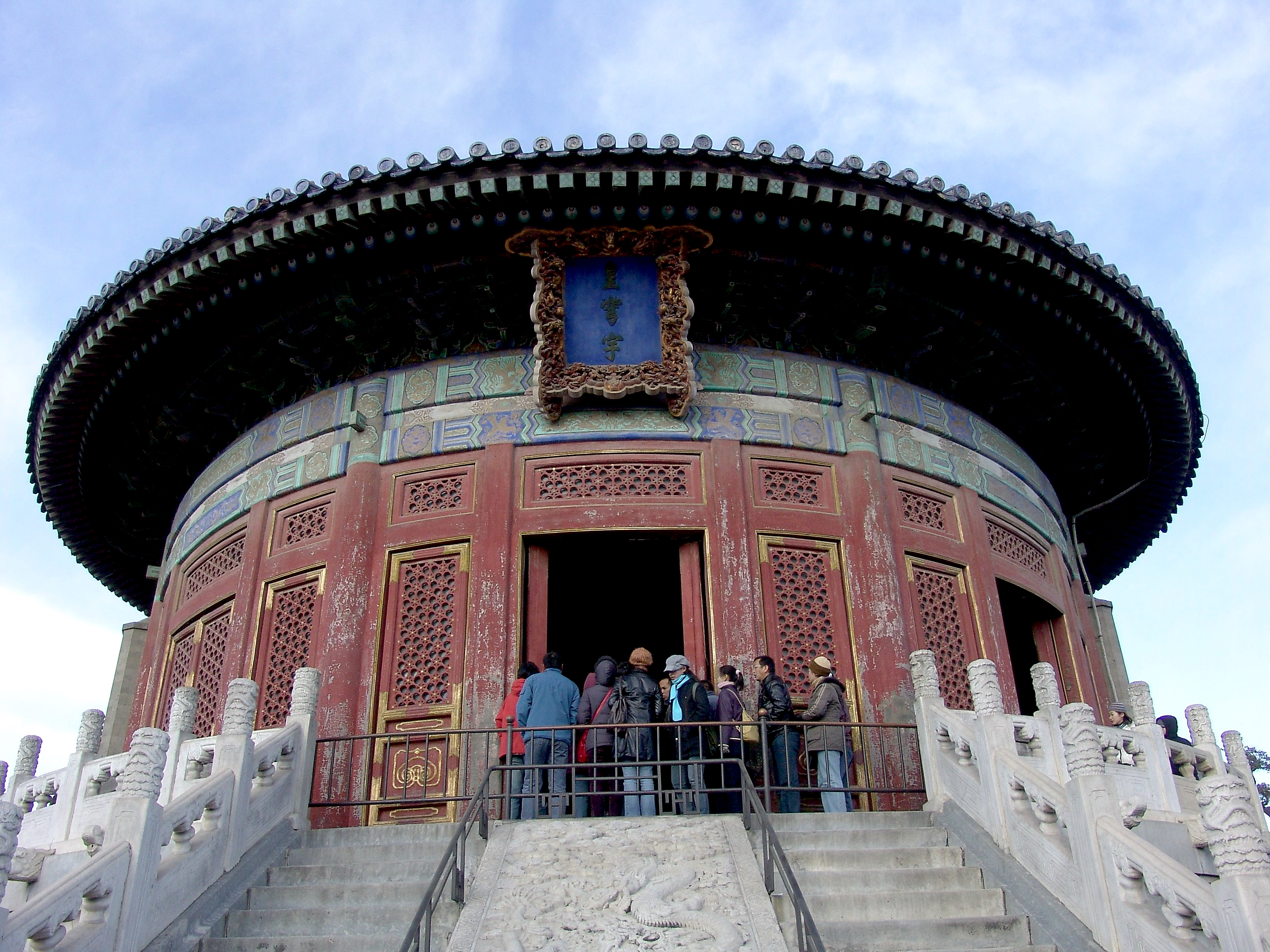
Cesarskie Sklepienie Nieba

Kompleks Świątyni Nieba zajmuje obszar o powierzchni 2,73 km². W jego skład wchodzą trzy główne grupy zabudowań wzniesione z zachowaniem ścisłych reguł filozoficznych, położone na osi przebiegającej południkowo. Łączy je Czerwony Most, 360-metrowa kładka powoli wznosząca się od Cesarskiego Sklepienia Nieba do Pawilonu Modlitwy o Urodzaj.
- Pawilon Modlitwy o Urodzaj (祈年殿), także Pawilon Modlitwy Rocznej – główny budynek kompleksu, znajdujący się na północnym jego krańcu. Pawilon wykonany jest w całości z drewna, ale przy jego budowie nie używano gwoździ. Świątynia o średnicy 32 metrów i wysokości 38 metrów zwieńczona jest potrójnym dachem wykonanym z błękitnych dachówek symbolizujących Niebo. Sklepienie podtrzymywane jest przez 28 bogato zdobionych kolumn. Z czterech stron świata znajdują się potężne Smocze Kolumny, symbolizujące cztery pory roku. Pozostałe 24 kolumny symbolizują miesiące i godziny dnia. We wnętrzu dekorowanym barwnymi malowidłami znajduje się figura smoka reprezentująca cesarza Chin. Konstrukcja znajduje się na trzykondygnacyjnej marmurowej podstawie, mającej 90 m średnicy i 6 metrów wysokości. Balustrady górnej platformy zdobione są rzeźbami w kształcie smoków, które podkreślają cesarski charakter świątyni. Oryginalna świątynia pochodziła z czasów dynastii Ming. Za panowania dynastii Ming i Qing pawilon był miejscem modlitw cesarzy Chin o obfite plony. Budynek spłonął w wyniku uderzenia pioruna w wieńczący budowlę złoty kwiaton w 1899 roku, ale niebawem został wiernie zrekonstruowany.

- Cesarskie Sklepienie Nieba (皇穹宇) – mniejsza świątynia na planie koła, położona po południowej stronie Czerwonego Mostu, naprzeciw Pawilonu modlitwy o Urodzaj. Jej plan przestrzenny przypomina tę ostatnią budowlę. Wzniesiona została z drewna. Dach pokryty jest granatowymi kafelkami. Konstrukcja stoi na jednopoziomowej marmurowej podstawie. Przed budynkiem znajduje się zakrzywiona Ściana Szeptów (także Mur Echa). Słowa wypowiedziane szeptem przy jednym jej krańcu słychać ponoć dobrze na drugim.

- Okrągły Ołtarz (圜丘坛) – najświętsze miejsce kompleksu, gdzie cesarz składał niegdyś ofiary. Znajduje się na południe od Cesarskiego Sklepienia Nieba. Ołtarz jest okrągłą trzypoziomową platformą zbudowaną z marmuru. Trzy piętra wyobrażają kolejno od dołu – człowieka, Ziemię i Niebo. Ziemia była symbolizowana przez kwadrat, zaś Niebo przez koło. Dlatego podstawa ołtarza, w odróżnieniu od górnej platformy, została zbudowana na planie kwadratu. Centralną płytę ołtarza otacza dziewięć pierścieni złożonych z płyt kamiennych w liczbach odpowiadających kolejnym wielokrotnościom dziewiątki. Także liczba bloków tworzących każdą z kondygnacji jest wielokrotnością dziewiątki, uważanej w kosmologii chińskiej za symbol Nieba i cesarza, którego nazywano Synem Niebios. Na górnej platformie, dziś pustej, stał niegdyś Tron Nieba. Miejsce to uważane było za środek cesarstwa, a także centrum całej Ziemi. Został wzniesiony w 1530 roku przez cesarza Jiajing. Po pożarze z 1740 roku odbudowano stojącą przy ołtarzu fontannę.

### Ceremonie
Cesarz Chin uważany był za Syna Niebios, a także pośrednika pomiędzy Niebem i Ziemią. Co rok, w okresie zimowego przesilenia, monarcha odprawiał na terenie Świątyni Nieba modły o urodzaj w nadchodzącym roku. Po trzech dniach oczyszczającego postu cesarz przybywał wraz z dworem w najkrótszy dzień roku do kompleksu świątynnego. Oddawał się medytacji w Cesarskim Sklepieniu Nieba jednocześnie zasięgając rad bogów w sprawach państwa. Na noc udawał się do Pawilonu modlitwy o Urodzaj, a następnego dnia składał ofiary ze zwierząt pod Tronem Nieba na Okrągłym Ołtarzu.
Mieszkańcy Pekinu nie mieli prawa uczestniczyć w obrzędzie. Nie mogli nawet obserwować poprzedzającej go procesji dworu cesarskiego z Zakazanego Miasta do kompleksu świątynnego. Na czas jej przejścia musieli zamknąć się w domach, zaryglować okna i zachować milczenie.